# 平凉南站
平凉南站是位于甘肃省平凉市崆峒区四十里铺镇吴岳村的一个铁路车站，邮政编码744024。车站建于1995年，有宝中铁路和西平铁路经过该站，现办理客货运业务，车站及其上下行区间均已电气化。车站距离宝鸡站189公里，隶属兰州铁路局固原车务段，是四等站。